# George Niven
Pour les articles homonymes, voir Niven.
George Niven (né le 11 juin 1929 à Blairhall, un village près de Dunfermline, dans le Fife et mort le 18 juillet 2008 à Kingussie, dans les Highlands) était un footballeur écossais qui jouait dans les années 1950 et 1960 pour les Rangers et Partick Thistle.
Depuis 2011, il est membre du Hall of Fame des Rangers.

## Biographie
George Niven est recruté par le manager des Rangers Bill Struth alors qu'il évolue chez les juniors de Coupar Angus en 1951. Il fait ses débuts contre Aberdeen le 19 avril 1952 lors du dernier match de championnat de la saison, le match s'est terminé sur le score de 1-1. 
Il a passé plus de dix ans à Ibrox et a remporté cinq championnats, deux Coupes d'Écosse, une Coupe de la Ligue, quatre Glasgow Cup et trois Charity Cup. Au total, il a fait 327 apparitions pour le club. 
En février 1962, il rejoint Partick Thistle. Dans le Maryhill il fait un total de 232 apparitions en première division et devient indispensable dans les buts des Jags. Il n'a jamais manqué un match de championnat en trois saisons distinctes : 1962-63, 1963-64 et 1967-68. Il a perdu sa place de numéro un quand le vieux rival des Rangers, Billy Ritchie, a rejoint Thistle. 
George Niven est mort le 18 juillet 2008, à l'âge de 79 ans.